# John Faul
John J.Faul – południowoafrykański zapaśnik walczący w obu stylach. Mistrz igrzysk afrykańskich w 1995. Brązowy medalista mistrzostw Afryki w 1993 i 1994 roku.